# 三臭化ヒ素
三臭化ヒ素（さんしゅうかひそ、英: arsenic tribromideはヒ素の臭化物で、化学式AsBr3で表される無機化合物。ヒ素と臭素の直接反応により作られ、この2つの物質からなる二元化合物としては唯一知られている。屈折率は2.3と非常に高く、高い反磁性を持つ。

## 概要
五臭化ヒ素の存在は確認されていない。対応するリン化物は五臭化リンがある。
超原子価化合物であり、[As2Br8]2−、[As2Br9]3−、[As3Br12]3−の陰イオンがある。
有機臭化ヒ素化合物の(CH3)2AsBrおよび(CH3)AsBr2は臭化メチルと加熱したヒ化金属により、効率的に銅触媒反応によって形成される。この合成は、直接反応によるメチルクロロシランの合成と類似している。